# Boráros tér HÉV-állomás
A Boráros tér egy budapesti HÉV-állomás, melyet a MÁV-HÉV Helyiérdekű Vasút Zrt. (MÁV-HÉV) üzemeltet.

## Forgalom
| Járat | Útvonal                                                                                               | Gyakoriság      |
| ----- | --- | --------------- |
|       | Boráros tér ↔ Müpa – Nemzeti Színház ↔ Szabadkikötő ↔ Szent Imre tér ↔ Karácsony Sándor utca ↔ Csepel | 6-15 percenként |

## Megközelítés budapesti tömegközlekedéssel
- Villamos:  2, 2B, 4, 6, 23
- Busz:  15, 54, 55, 212, 212A, 212B, 223E, 224, 224E, 255E
- Éjszakai busz:  918, 923, 934 (hétvége hajnalban), 979, 979A